# Nikita Kalugin
Nikita Konstantinovič Kalugin (in russo Никита Константинович Калугин?; Krasnoe-na-Volge, 12 marzo 1998) è un calciatore russo, difensore del Leningradec.

## Caratteristiche tecniche
È un difensore centrale.

## Carriera

### Club
Cresciuto nel settore giovanile della Dinamo Mosca, ha esordito in prima squadra il 20 marzo 2017 disputando l'incontro di seconda divisione vinto 2-0 contro il Luč Vladivostok.

### Nazionale
Ha giocato numerose partite nelle varie nazionali giovanili russe.

## Statistiche
Statistiche aggiornate al 7 agosto 2019.

### Presenze e reti nei club
| Stagione            | Squadra             | Campionato          | Campionato | Campionato | Coppe nazionali | Coppe nazionali | Coppe nazionali | Coppe continentali | Coppe continentali | Coppe continentali | Altre coppe | Altre coppe | Altre coppe | Totale | Totale | Totale |
| Stagione            | Squadra             | Comp                | Pres       | Reti       | Comp            | Pres            | Reti            | Comp               | Pres               | Reti               | Comp        | Pres        | Reti        | Pres   | Reti   |        |
| ------------------- | ------------------- | ------------------- | ---------- | ---------- | --------------- | --------------- | --------------- | ------------------ | ------------------ | ------------------ | ----------- | ----------- | ----------- | ------ | ------ | ------ |
| 2016-2017           | Dinamo-2 Mosca      | 2D                  | 10         | 0          |                 | -               | -               |                    | -                  | -                  |             | -           | -           | 10     | 0      |        |
| 2016-2017           | Dinamo Mosca        | 1D                  | 7          | 0          | CR              | 0               | 0               |                    | -                  | -                  |             | -           | -           | 7      | 0      |        |
| 2017-2018           | Dinamo Mosca        | PL                  | 0          | 0          | CR              | 1               | 0               |                    | -                  | -                  |             | -           | -           | 1      | 0      |        |
| Totale Dinamo Mosca | Totale Dinamo Mosca | Totale Dinamo Mosca | 7          | 0          |                 | 1               | 0               |                    | -                  | -                  |             | -           | -           | 8      | 0      |        |
| 2018-2019           | Soči                | 1D                  | 27         | 0          | CR              | 1               | 0               |                    | -                  | -                  |             | -           | -           | 28     | 0      |        |
| 2019-2020           | Soči                | PL                  | 5          | 0          | CR              | 0               | 0               |                    | -                  | -                  |             | -           | -           | 5      | 0      |        |
| Totale carriera     | Totale carriera     | Totale carriera     | 49         | 0          |                 | 2               | 0               |                    | -                  | -                  |             | -           | -           | 51     | 0      |        |

## Palmarès

### Club

#### Competizioni nazionali
- Pervenstvo Futbol'noj Nacional'noj Ligi: 1

Dinamo Mosca: 2016-2017